# Ловозерское лесничество
Лово́зерское лесничество — находится в пределах территорий, городских поселений: Кировск и Оленегорск, а также занимает часть Ловозерского района, Мурманской области, Россия.
В составе лесничества, числятся: 2 участковых лесничества. Это — Ловозёрское, Верхне-Понойское участковые лесничества.
Площадь лесничества составляет — 1788355 га, второе по площади в округе.
Рельеф территории лесничества равнинный.

## Адрес
Россия, 184580, Мурманская область, Ловозерский район, пгт Ревда, ул. Кузина, 4-4.

## Участковые лесничества
| № | Название лесничества |
| - | -------------------- |
| 1 | Ловозёрское,         |
| 2 | Верхне-Понойское     |